# افشین رتنسی
افشین رتنسی (انگلیسی: Afshin Rattansi؛ زادهٔ ۱۹۶۸ (۵۶–۵۷ سال)) یک خبرنگار و پدیداور اهل بریتانیا است که در پرس تی‌وی و آرتی مشغول به کار بوده است. وی از سال ۱۹۸۸ میلادی تاکنون مشغول فعالیت بوده‌است. او از هندی‌تباران بریتانیا است.